# Aquilegia nugorensis
Aquilegia nugorensis (Arrigoni & E.Nardi, 1978), comunemente nota come aquilegia del nuorese, è una pianta erbacea perenne, appartenente alla famiglia delle Ranunculaceae, endemica della Sardegna.

## Etimologia
L'origine del nome del genere (aquilegia) non è chiaro. Potrebbe derivare da Aquilegium (cisterna) o Acquam legere (raccoglitore d'acqua) per la forma particolare che ha la foglia nel raccogliere l'acqua piovana; come anche da aquilina (piccola aquila) a somiglianza dei rostri dell'aquila. Resta comunque il fatto che il primo ad usare tale nome sia stato il Tragus (altro botanico del 1600), e quindi il Tournefort (Joseph Pitton de Tournefort 1656 - 1708, botanico francese) e definitivamente Linneo che nel 1735 sistemò il genere nella sua Polyandria pentagyna.
L'epiteto specifico nugorensis si riferisce al Nuorese, regione storica della Sardegna in cui questa pianta è diffusa.

## Descrizione

### Portamento
Il fusto ed i rametti sui quali si sviluppano le inflorescenze sono eretti e possono raggiungere una lunghezza variabile tra i 30 e gli 80 centimetri.

### Foglie
Le foglie, incise e lobate, sono organizzate in rosette.

### Fiori
I fiori sono cerulei, con una corolla di 40–50 mm di diametro.

### Frutti
I frutti, glandulosi-plumbescenti, sono follicoli ed eretti.

### Radici
L'apparato radicale è costituito da un grande rizoma.

## Distribuzione e habitat
La pianta è endemica della Sardegna.

## Conservazione
La pianta è minacciata e rischia di estinguersi in natura.